# Suerre
Suerre, pleme američkih Indijanaca iz grupe Talamancan (Swanton) nastanjeno nekada na atlantskoj obali Kostarike južno od ušća rijeke Río San Juan pa do ušća rijeke Matina, odnosno današnji sjeverni dio provincije Heredia.
Ovo pleme imalo je četiri poglavice poznate kao Suerre, Chiuppa, Camachire i Cocori, ali o njima nije ništa poznato. Lothrop (1926, citira Benzoni) kaže da su im kuće oblika jaja, u dužini oko 45 koraka i širine oko 9., opasane trskom i prekrivene palminim lišćem.
Jezik (suerre ili turricia) im je izumro. Ime im se očuvalo u hidronimu Río Suerre